# 8343 Туґендгат
8343 Туґендгат (8343 Tugendhat) — астероїд головного поясу, відкритий 4 жовтня 1986 року.
Тіссеранів параметр щодо Юпітера — 3,307.
Назва походить від назви Вілли Туґендгат — знаменитої роботи німецького архітектора Людвіга Міса ван дер Рое в місті Брно (Чехія).